# Radiant Sea: A Collection of Bootleg Rarities and Two New Songs
Radiant Sea: A Collection of Bootleg Rarities and Two New Songs è un album di raccolta del gruppo musicale statunitense Live, pubblicato nel 2007.

## Tracce
1. The Beauty of Gray – 4:48
2. Pillar of Davidson – 6:25
3. Shit Towne – 4:26
4. I Alone – 6:45
5. Lakini's Juice – 5:19
6. The Distance – 7:32
7. The Dolphin's Cry – 4:40
8. Nobody Knows – 4:46
9. Sweet Release – 3:14
10. Overcome – 4:20
11. Beautiful Invisible – 3:22
12. Radiant Sea – 3:40